# Lerista zonulata
Lerista zonulata este o specie de șopârle din genul Lerista, familia Scincidae, descrisă de Storr 1991. Conform Catalogue of Life specia Lerista zonulata nu are subspecii cunoscute.